# Srećkovac
Srećkovac (cyr. Срећковац) – wieś w Serbii, w okręgu pirockim, w mieście Pirot. W 2011 roku liczyła 101 mieszkańców.